# イタチの文化的描写
イタチは、イタチ科およびイタチ属に属する哺乳類である。イタチ科には、オコジョ、イタチ、フェレット、ミンクなどが含まれる。南極大陸とオーストラリアを除くすべての大陸で、さまざまな種のイタチが人間とともに生息しており、幅広い民間伝承や神話においてその役割が与えられている。

レオナルド・ ダ・ヴィンチ作 白貂を抱く貴婦人(1489–1490).

## 最初期の記録

### チャタル・ヒュユク
トルコ最古の農業集落（紀元前7000～6000年頃）であるチャタル・ヒュユクの発掘調査では、動物の体の一部が儀式の一環として家の構造に組み込まれているのが発見されており、イタチの歯、キツネの歯、イノシシの牙、クマの爪、ハゲワシのくちばしをが、漆喰の壁面装飾に並べて埋め込まれているのが発見されている。

## 古代

### ギリシャ・ローマ
イタチは古代ギリシャや古代ローマでは害獣と見なされていたと考えられて来た。しかし現在の解釈では、古代ギリシャ人とローマ人はイタチを家のペットとして飼っていたとも言われており、プルタルコスとキケロは両方とも著書の中でイタチをペットとして言及している。

また、イタチは毒に強いとも考えられており、大プリニウスは、すり潰したイタチから作るアスプ毒の解毒剤のレシピを詳しく説明し、彼の『博物誌』の中でバジリスクを退治した小さなイタチについて著述している。
この恐ろしい怪物にとって、イタチの噴出物は致命的である。王たちはしばしば怪物の死体を見ることを望んだが、これによって成功を収めている。実際、解毒剤のないものなどあってはならない、と自然を喜ばせてきたのだ。イタチはバジリスクの穴に投げ込まれるが、周囲の土壌から噴出物が容易に見ることができる。イタチはその匂いによってバジリスクを殺すが、その自身の力によって自らも死んでしまう。

## 日本

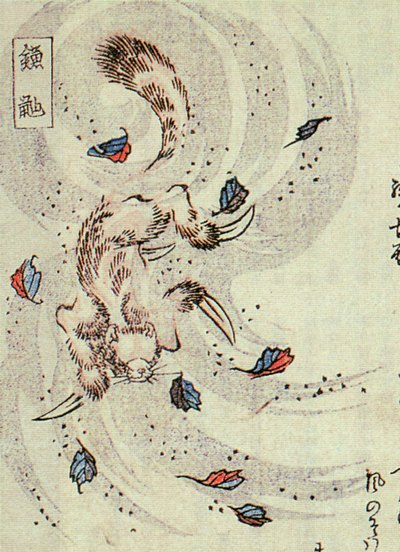
狂歌百物語より竜閑斎作 鎌鼬

鎌鼬は日本の妖怪で、足の代わりに鋭い爪や鎌を持ったイタチの姿をしていると言われている。
東北地方では、かまいたちから受けた傷は、古暦を燃やして傷口に貼ると治ると言われ、信越地方では、暦を踏むと鎌鼬に出会えるという民間信仰がある。鎌鼬から受けた傷は血も出ず、痛みも無いが、深いとされる。
伝承の内容や鎌鼬の姿にはさまざまなバリエーションがあるが、ほとんどすべてが強風によって人々に切り傷を負わせる存在として一貫している。イタチの姿で登場する妖怪は、ハリネズミの毛、犬の鳴き声、手足の鎌が特徴的である。
イタチが多く集まって気を吐くと炎のように見えることを鼬の火柱と言い、火災の前兆と言われる。「いたち」の語源を「気たち」「火たち」とする説もあり、これはイタチが魚を捕らえる際に長時間潜水することから呼吸力が強いと考えられていたためともされる。

## 中国
中国では、イタチを殺すことは不吉と考えられている。イタチはさまよう霊（シェン）であり、人々の魂を盗んで置き換えることができるとされており、彼らを殺すことによって、手を下した人とその家族に不幸や死をもたらすと言う。

## ヨーロッパ

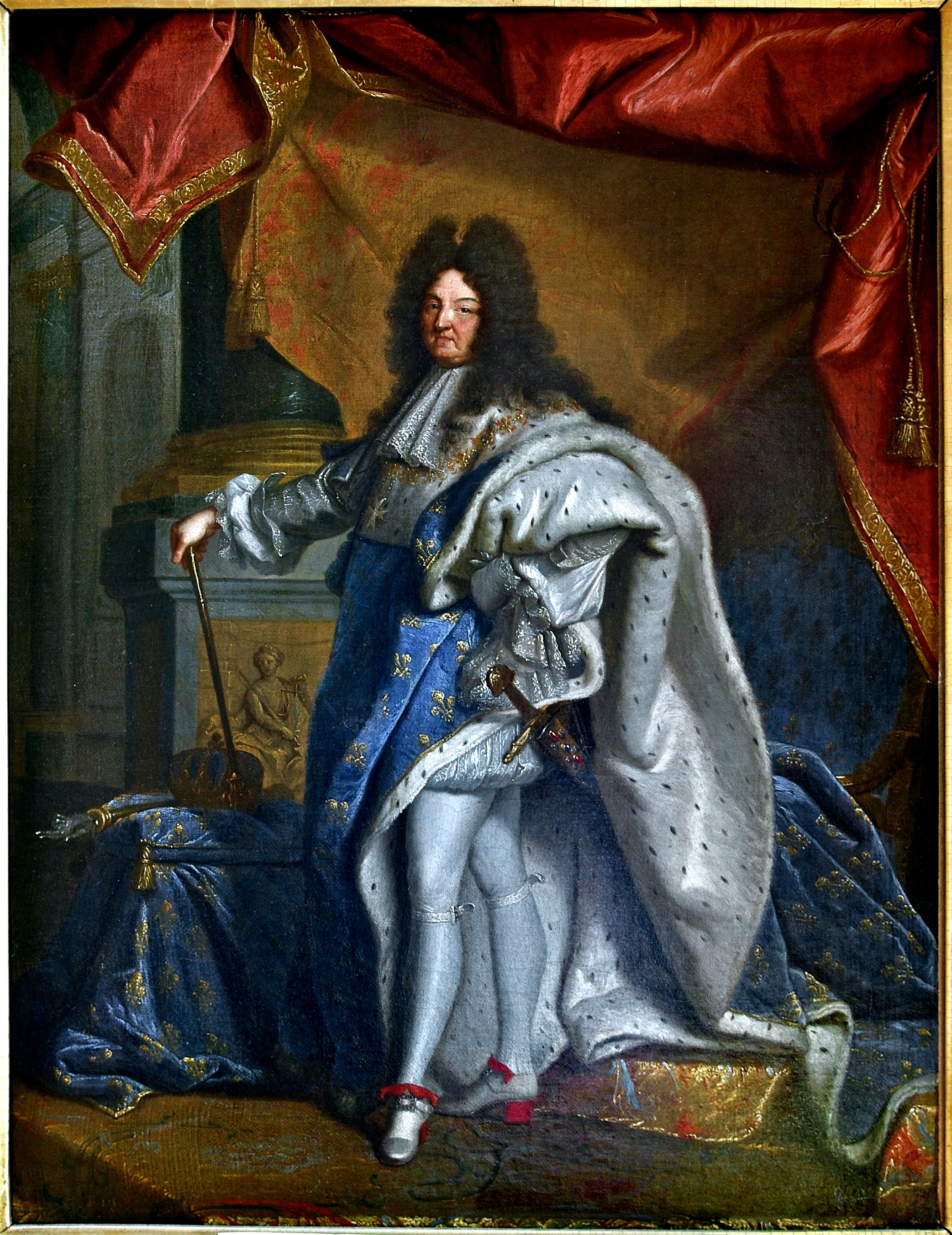
イアサント・リゴー作 ルイ14世像、オコジョの毛皮で作ったケープを羽織っている

オコジョは「自分の白い毛皮を汚すくらいなら死んだほうがましだ」という信念を持つと考えられており、純粋さの象徴とみなされていた。もし狩人が追いかけてきたら、自分の毛皮を汚す危険を冒すよりは向きを変えて降伏すると考えられていた。このような関係から、オコジョの毛皮は何百年もの間、紋章、王冠や戴冠式のマントの飾りとして、またカトリック教会の高位聖職者の衣服に使用されてきた。

### ブルターニュ
オコジョはブルターニュの象徴であり、ブルターニュ公爵の旗にはオコジョがあしらわれていた。

### ギリシャ
イタチはギリシャ南部で衣装を損傷させる存在とされており、特に花嫁衣裳の損傷と結び付けられている。イタチを表すギリシャ語 νυφίτσαは「小さい花嫁」を意味しており、伝説ではイタチは花嫁が変身したものであり、人間の花嫁に嫉妬してウェディングドレスを破壊すると言われている。そのため結婚式の習慣として以下のようなものが有る。
従って、ウェディングドレスの準備が済んだ家では、イタチをなだめるために「必要なスプーン一杯」と呼ばれる砂糖菓子と蜂蜜が供えられ、 儀式的にイタチを結婚式に招待する歌を歌い、予備の席を設ける。
マケドニアの別の民話では、女性が一晩汲んだ水で髪を洗った後に頭痛がするのは、イタチが水を鏡として使ったためであるとの伝承が有る。また、大声でイタチの事を話すのは控えるべきとされ、守らなければ家の衣服が腐るとされる。

### イタリア
オコジョは、レオナルド・ダ・ヴィンチの絵画「白貂を抱く女性」の中で純潔の象徴として表現されており、彼の動物寓話の中で次のように記述している。
節度：節度を失ったオコジョは、一日に一度しか食事をしない。そして、その純粋さを汚さないために、汚いねぐらに避難するよりもむしろ猟師に捕らえられることを好む。
ルネサンス時代のイタリアでは、オコジョは妊娠の象徴とされた。

## イングランドとアイルランド

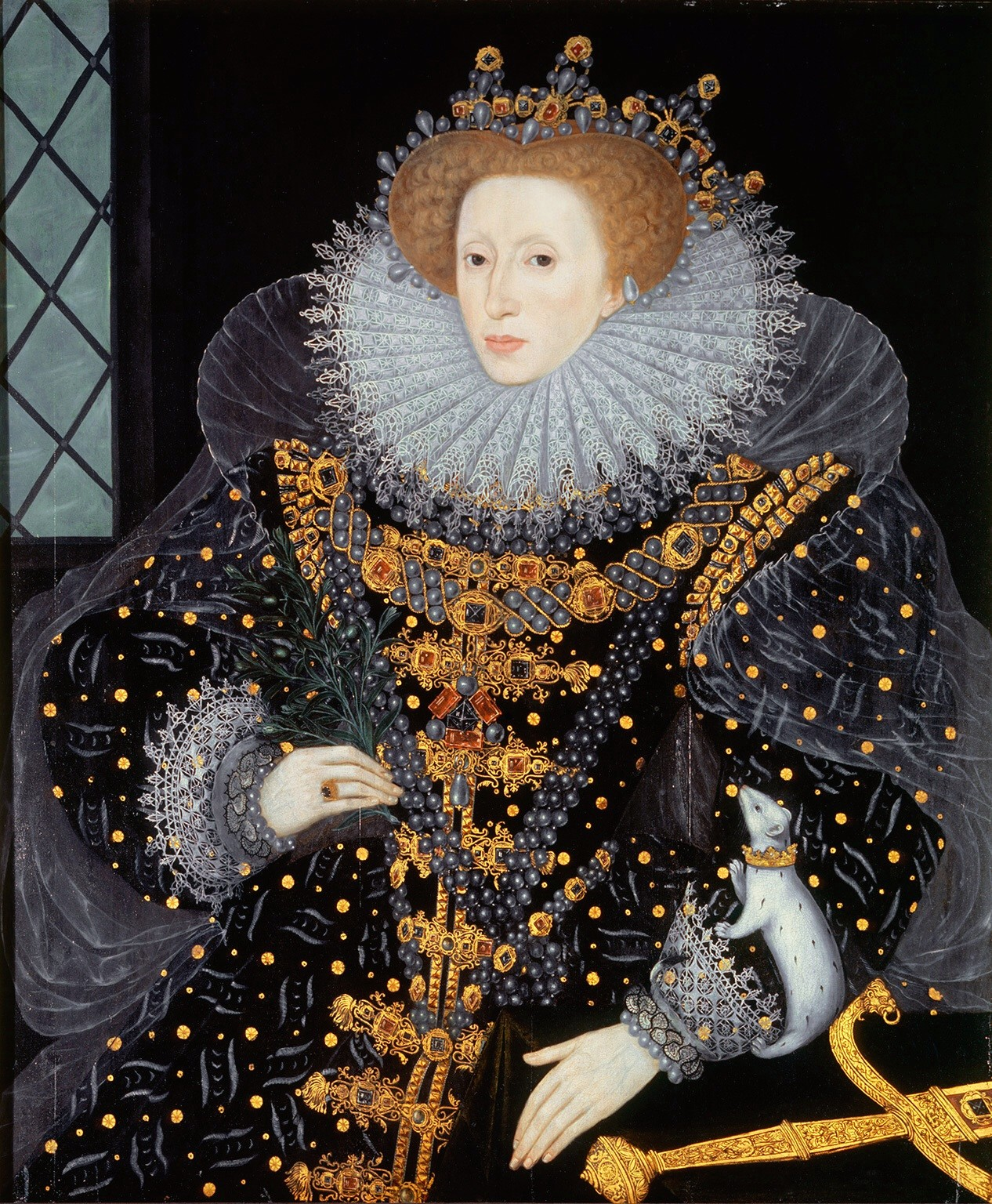
「アーミンの肖像」、ウィリアム・シーガー、1585年。エリザベス1世は純粋さを象徴するオコジョと一緒に描かれている。

アイルランドでは、イタチは家族の一員として、葬儀において人間のようにふるまうと考えられていた。また、旅の初めにイタチを見かけたとき、隣人に対してするように旅立ちの挨拶をしなければ、不吉と考えられていた。
さらに、17世紀のイギリスでは、イタチは魔女の使い魔であると信じられていた。

## 北米
アメリカ先住民のいくつかの民間伝承においてイタチについての言及がある。イタチは地域に応じて、ヒーローまたはトリックスターとしてさまざまに描かれており、ショショーニ族とパイユート族はイタチをトリックスターの精霊として描写し、アベナキ族とトリンギット族はイタチを魔術と関連付け、一方アニシナアベ族はイタチを治癒と関連付け、毛皮を薬袋として使用していた。
オジブワ族の神話には、小さなイタチがウェンディゴの肛門に登り、病気によって殺した様子が描写されている。
イヌイットの神話では、イタチは賢くて勇敢な存在として描写される。ある物語では、勇気を必要とする任務に向かう英雄が、イイズナに変身する事を選んだという描写がある。
ミュージカルコメディアンのウィアード・アル・ヤンコビッチは、「イタチを踏み鳴らす日」という風刺的な曲を作曲している。奇妙な休日の風景を描写したその曲は、人々がバイキングの兜をかぶり、芝生にマヨネーズを塗り、文字通りイタチを「踏みつけて」出かけるというものである。
「起源は少し曖昧で（「なぜ私たちがそんなことをするのか、誰にも言えません。でも、凄いお祭り気分の休日なのです！」）、同じように漠然と正当化されているその行動は：「それでは、踏み鳴らす楽しみを始めましょう、彼らのイタチの頭蓋骨を真っすぐに打ち付けてください」伝統だから大丈夫だよ！」」

## 大衆文化において
ケネス・グレアムの『柳の風』では、イタチ、フェレット、オコジョは、第 3 幕の敵対者として登場し、彼らはワイルドウッドに住む山賊や悪党として描かれている。
ブライアン・ジャックの『レッドウォール』シリーズでは、イタチは、フェレット、ネズミ、キツネなどの他の肉食哺乳類の群れの中で、その群れを率いる悪役（ペテン師）として描かれている 。
逆にリチャード・バックの『フェレット・クロニクルズ』シリーズでは、フェレットは高潔で英雄的なものとして見なされており、フェレットからの人生の教訓や哲学に関する議論は、人間も学ぶことができるものとして提示されている。
短編アニメーションシリーズ「I Am Weasel」のウィーゼルは賢いイタチとして描かれており、1997 年から 2000 年までカートゥーン ネットワークで放送されていた 。ウィーゼルの声はマイケル・ドーンが声優として参加していた。
2015年、キツツキの背中に「乗っている」イタチの写真が話題になった。野生動物の専門家によると、イタチは獲物としてキツツキを襲っていたと考えられている。